# Осипова Олена Андріївна
Олена Андріївна Осипова (нар.11 листопада 1945, Ленінград) — російська художниця та громадська активістка, учасниця одиничних пікетів з політичними плакатами власної роботи. Популярність у світі здобула після антивоєнних мітингів в Росії, після російського вторгнення в Україну у 2022 році, де багато каналів показали моменти затримання неповнолітніх дітей та дорослих. У себе вдома, Санкт-Петербурзі, стала відома широкому загалу з середини 2000-х років, коли почала регулярно брати участь в акціях протесту.

## Біографія
Народилася 11 листопада 1945 року в Ленінграді. Мати — учасниця німецько-радянської війни, старший сержант медичної служби, кавалер медалі «За бойові заслуги». Батько — лікар-рентгенолог. Батьки познайомились на фронті. Після закінчення війни мати комісували з армії через вагітність, в Ленінграді вона працювала бухгалтером на хлібозаводі, тоді як батько поїхав на війну з Японією і бачив доньку лише один раз. Дід був художником і помер у блокаду від дистрофії, бабуся після війни працювала в охороні Російського музею.
У 1962 році з другої спроби вступила на педагогічне відділення Таврійського художнього училища, яке закінчила в 1967. Дипломну роботу виконала в 1965—1967 роках на тему Великого драматичного театру, яким захоплювалася з юності, однак у результаті полотно було визнано «крамольним» — надто сюрреалістичним. Надалі чотири рази намагалася продовжити здобуття вищої освіти — двічі пробувала вступити до Академії мистецтв і по два до Мухинського училища, — але не пройшла.
Після закінчення училища з розподілу пропрацювала три роки вчителем малювання та креслення у сільській школі у Вагановому, працювала у вечірній художній школі на проспекті Культури, а в подальшому — у школі мистецтв на проспекті Просвітництва. Також десять років пропрацювала в художній студії при Юсуповському палаці, вважаючи надалі ці роки найбільш плідними для себе як художника. У 2009 вийшла на пенсію, пропрацювавши практично все життя викладачем живопису в системі художньої освіти.

## Творчо-громадська діяльність

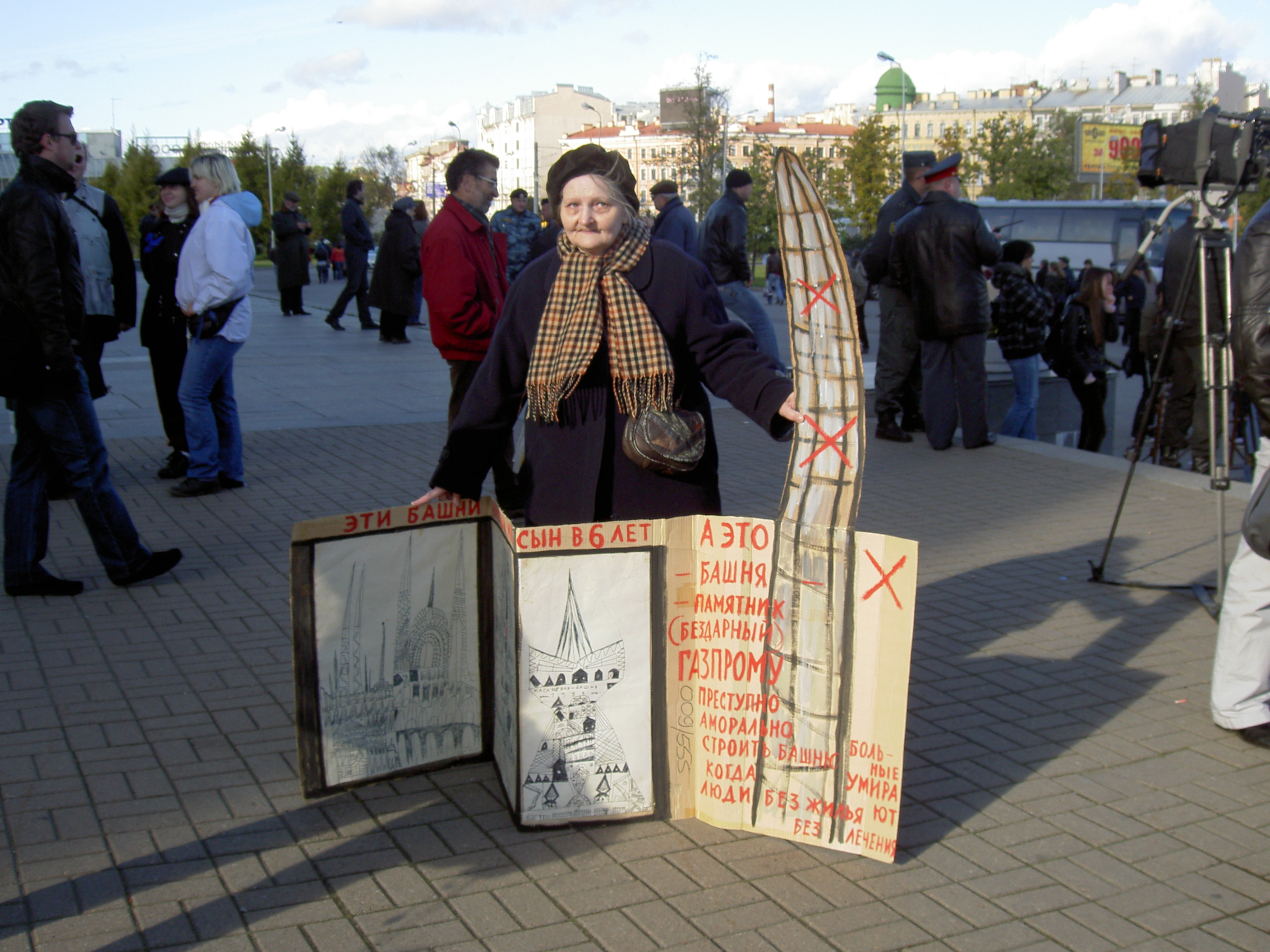
З плакатом проти будівництва Охта-центру, 2009 рік

Вперше з політичним плакатом своєї роботи виступила у 2002 році під час другої чеченської війни та після теракту на Дубровці. Написавши на аркуші ватману фразу "Пан президент, терміново міняйте курс! ", Осипова вийшла з таким плакатом на пікет до Законодавчих зборів Санкт-Петербурга, що в Маріїнському палаці на Ісаакіївській площі. Тоді її протест залишився непоміченим. Проте, з того часу вона стала виходити на вулиці з новими плакатами постійно, і її діяльність стала помітною для мешканців міста та поліцейських.

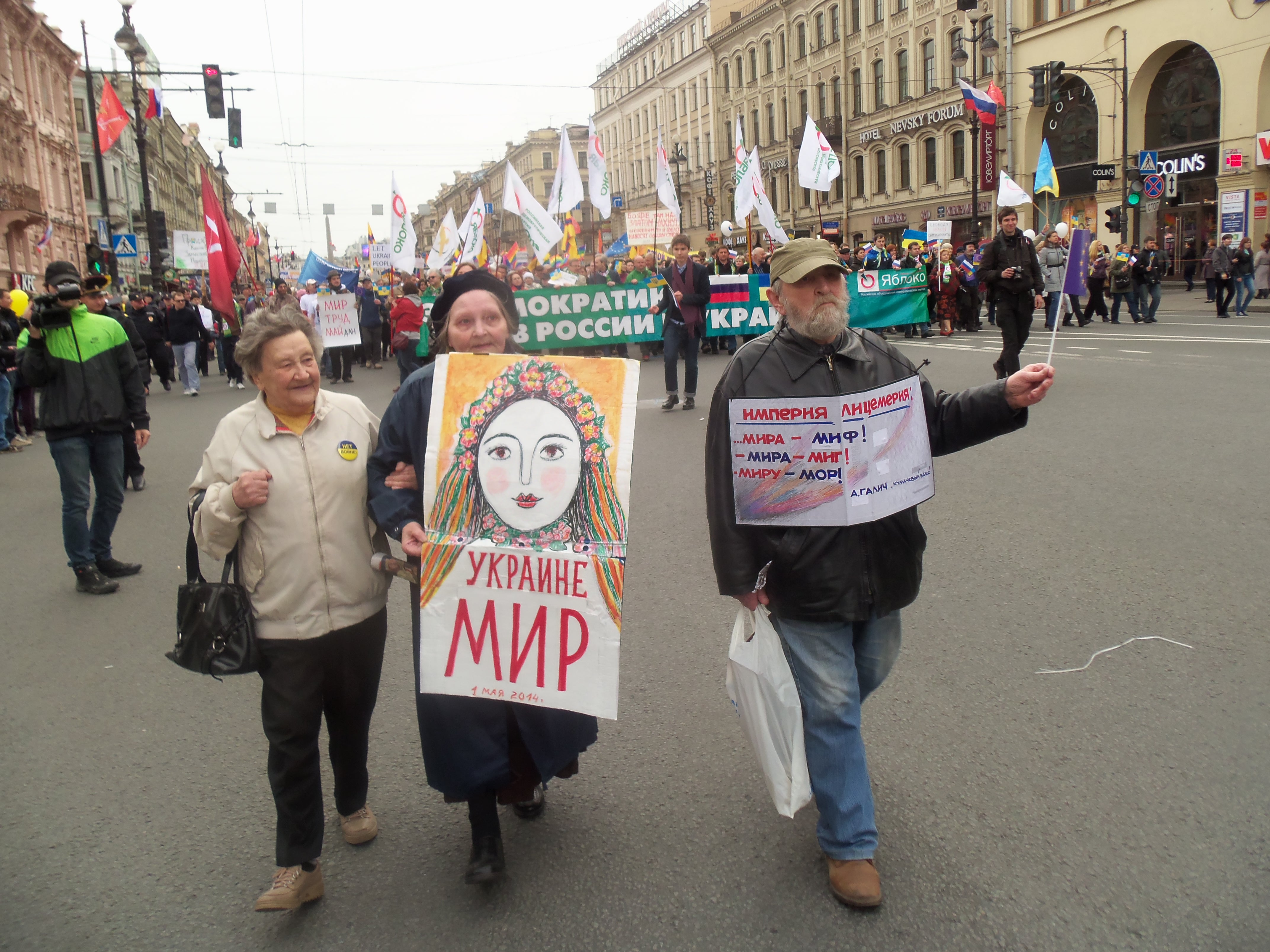
Проти війни в Україні, 2014 рік

Бере участь практично у всіх протестних акціях з плакатами, що викривають несправедливості та злочини, попереджають про небезпеку і співчувають чиємусь лиху, чи то стихійні лиха, чи порушення політичних свобод. У різні роки Осипова протестувала у зв'язку з терактом у Беслані, проти війни в Іраку, на знак співчуття до депортованих мігрантів, до жертв терактів у Парижі, на захист фігурантів «Болотної справи», із засудженням участі російських військ у Криму та на Донбасі, проти війни в Сирії, на згадку про Бориса Нємцова, проти знищення санкційних продуктів. Майже на кожній акції Осипову затримують поліцейські, проте відвозять додому. У зв'язку з активною громадянською позицією художницю стали називати «Совістю Петербурга», хоча сама вона відмовляється від такої прізвиська.

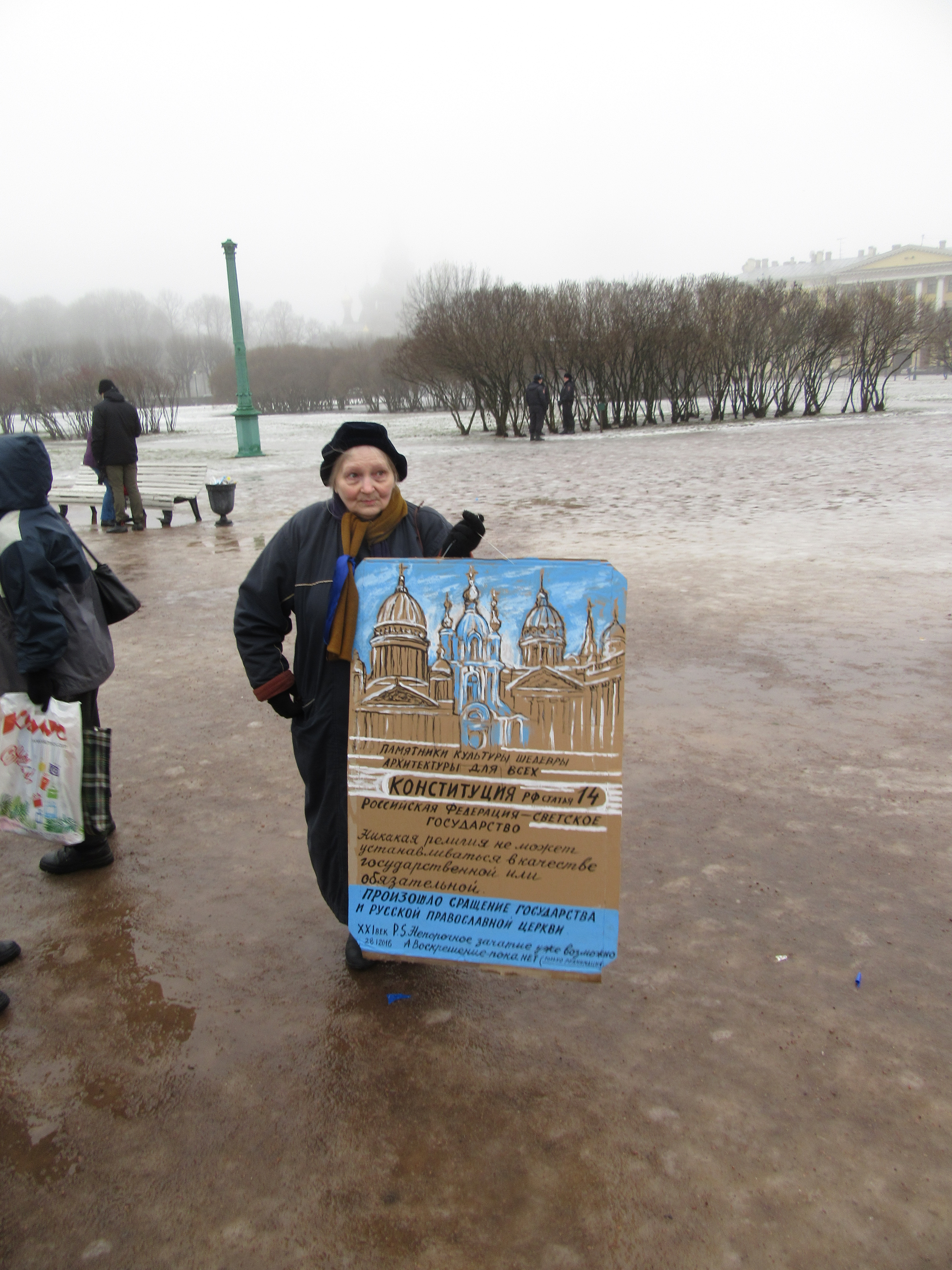
Проти передачі Ісаакіївського собору РПЦ, 2017 рік

Великий резонанс набув відеозапис зі святкувань Дня Перемоги в Санкт-Петербурзі в 2017 році, коли Осипову, що вийшла з плакатами проти воєн в Україні та Сирії, всіляко ображали та кричали на неї. Перехожі, що зібралися, намагалися порвати її плакати, називали літню жінку «навальнинським чмом», а її пікет — «жидомасонською провокацією», лунали також вигуки: «Як вам не соромно, ви псуєте нам свято!», «Давайте ми її вб'ємо!», «Не подобається в Росії — валіть звідси!». Надалі, в 2022 році, після початку російського вторгнення в Україну, неодноразово виходила на вулиці з протестом, за що затримувалася і стала відома як символ російських громадян, що борються проти війни в Україні. Пацифістська діяльність дочки учасників війни, що регулярно протестувала проти мілітаризму, була помічена в тому числі і за кордоном. Так, у тому ж році Осипової було присвоєно почесне громадянство Мілана, якого раніше удостоїлися Дмитро Лихачов та Мстислав Ростропович.

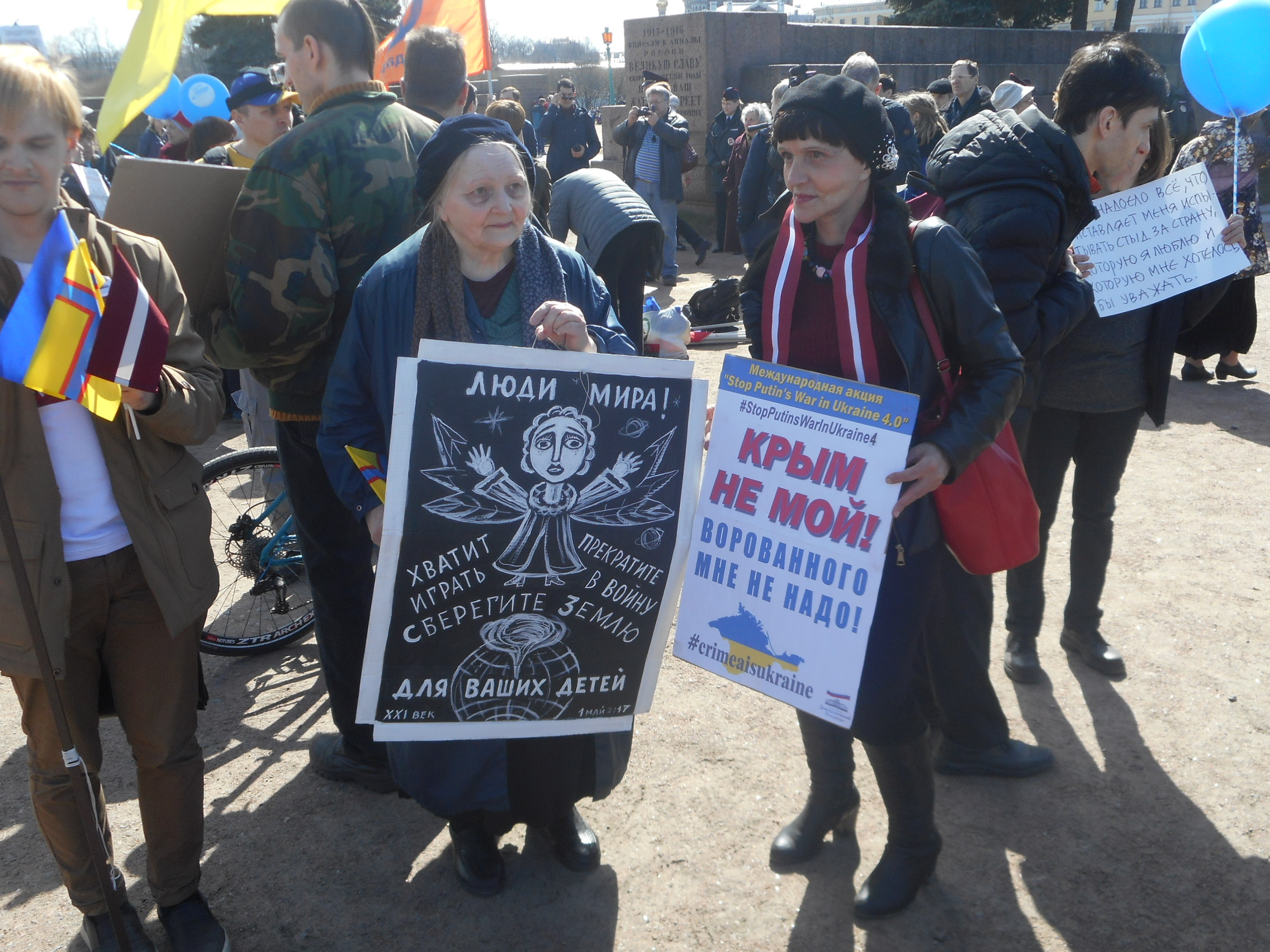
Проти ядерної зброї, 2017 рік

Політичний плакат в Осипової відрізняється сатиричною спрямованістю, відгуком «на злобу дня», а з художнього боку близький до примітивізму, умовності, що бере початок у фресках Рубльова та Діонісія. Крім політичних робіт, у творчості Осипової нерідкі міські пейзажі, портрети, зокрема дитячі. Пейзажі художниці, часто виконані в імпресіоністичному стилі, практично завжди наповнені присутністю людини, її відчуженістю від повсякденності та насолодою красою навколишнього світу. Центром всіх робіт такого роду є Санкт-Петербург, його відомі види, панорами та пам'ятки, зображення яких практично транслюють глядачеві загальний настрій міста. Портрети роботи Осипової мають схожість з тим самим політичним плакатом, проте відрізняються від нього великим акцентом на особистій історії людини, її природі, взаєминах і сприйнятті себе самого, нерідко приймаючи якийсь екзистенційний вигляд.
Перша в житті Осипової експозиція її робіт відбулася 2015 року в петербурзькому офісі «Відкритої Росії». У 2019 році вийшов альбом «Варта художниця з плакатом», названий по рядку з вірша Михайла Новицького і в якому були задокументовані політико-мальовничі акції художниці. В 2021 виставка міських пейзажів Осипової на тему Санкт-Петербурга пройшла в музеї Анни Ахматової, до 70-річчя художниці.

## Нагороди
- Звання «Почесний громадянин Мілану» (2022) — «на знак солідарності та близькості міста Мілана до жінки, яка є символом для громадян Росії, які борються за мир і проти війни в Україні»[28].

## Особисте життя
Цивільний шлюб із художником Геннадієм Гарвардтом. Раптово помер під час поїздки до Швеції. Син Іван (1981—2009) працював робочим сцени в театрі Ленради, в театрі Комісаржевської, в "Балтійському домі ". Помер у 2009 році у віці 28 років від туберкульозу, що став наслідком зловживання наркотиками. З цим надалі пов'язувала свій відхід з викладання, відзначаючи таке: «Дітям треба посміхатися, а після смерті єдиного сина я не могла». Внучка — Поліна (нар. 2003).
Мешкає одна в комунальній квартирі на вулиці Фурштатській, де друга кімната відведена під сховище робіт. Отримує пенсію у розмірі 6 тисяч на місяць, через що штрафи після вуличних затримань їй уже не призначають, тому що платити за ними нема з чого. Свої роботи, у тому числі політичні плакати, продавати відмовляється, як і приймати грошову допомогу в принципі, щоб її не вважали торгує своїми переконаннями.